# 267 Tirza
267 Tirza eller 1965 GC är en stor asteroid i huvudbältet, som upptäcktes 27 maj 1887 av den franske astronomen Auguste Charlois. Namnet är hämtat från Bibeln.